# Nesticus hoffmanni
Nesticus hoffmanni là một loài nhện trong họ Nesticidae.
Loài này thuộc chi Nesticus. Nesticus hoffmanni được Willis J. Gertsch miêu tả năm 1971.